# Otto Hübner (Zahnmediziner)
Otto Willi Paul Hübner (* 30. August 1876 in Braunschweig; † 16. Juni 1952 in Greifswald) war ein deutscher Zahnarzt und Hochschullehrer.

## Leben
Hübner absolvierte sein Studium der Zahnheilkunde an der Albert-Ludwigs-Universität Freiburg und der Universität Breslau und erhielt im Dezember 1896 die zahnärztliche Approbation. Von 1898 bis 1900 arbeitete er als Assistent am Zahnärztlichen Institut der Universität Breslau bei Carl Partsch und Wilhelm Sachs, gefolgt von seiner  Niederlassung als Zahnarzt im Jahre 1901. Währenddessen absolvierte er ein naturwissenschaftliches Begleitstudium und promovierte 1902 auch zum Dr. phil. an der Universität Freiburg über „Neue Versuche aus dem Gebiete der Regeneration und ihre Beziehungen zu Anpassungserscheinungen“.
Während des Ersten Weltkriegs behandelte er unter Carl Partsch Kieferschussverletzte. 1925 kehrte er an das seit 1924 von Hermann Euler (1878–1961) geleitete Zahnärztliche Institut in Breslau zurück, wo er auf dem Gebiet der vergleichenden Anatomie habilitierte („Über prälaktale Anlagen im Cervidengebiß“). Es folgte eine Zeit kombinierter Tätigkeit in eigener Praxis und als Privatdozent und a. o. Professor (Ernennung 1929). 1933 trat er der Einheitsfront der Zahnärzte bei, um sich dem nationalsozialistischen „Führerprinzip“ zu verpflichten, einem fundamentalen Prinzip des Faschismus der Zwischenkriegszeit und seiner Führerparteien. 1935 weigerte er sich in die Nationalsozialistische Deutsche Arbeiterpartei (NSDAP)  einzutreten. Es folgte eine SS-Fördermitgliedschaft, was eher auf Distanz zum Nationalsozialismus schließen lässt. Als Förderndes Mitglied der SS musste er nicht in der NSDAP aktiv werden, blieb aber gleichzeitig unverdächtig. Gleichwohl dürfte Hübner zeitweise als „regimetreu“ wahrgenommen worden sein, denn er wurde 1936 von Reichszahnärzteführer Ernst Stuck zum Tagungspräsidenten der (gleichgeschalteten) DGZMK bestellt und 1937 mit der Großen Medaille der DGZMK geehrt. Bereits 1937 erklärte er jedoch wieder seinen Austritt als SS-Fördermitglied und legte die Leitung der konservierenden Abteilung der Universitäts-Zahnklinik nieder.
Im Zweiten Weltkrieg (1939–1945) arbeitete er zusammen mit Euler als beratender Zahnchirurg am Kieferschusslazarett in Breslau. 1945 wurde er zunächst Leiter der stomatologischen Abteilung in Hohenwiese (Polen) einer Tuberkuloseheilstätte der Landesversicherungsanstalt Schlesien, anschließend ging er an die Heilstätten Schmiedeberg (Kowary) und Buchwald (Bukowiec). Da Hübner kein NSDAP-Parteimitglied war und als politisch unbelastet galt, wurde er bereits 1947 beamteter außerordentlicher Professor, Direktor der Greifswalder Universitätszahnklinik und Leiter der stationären Abteilung. 1949/50 folgte eine ordentliche Professur, 1951 gefolgt von einer Ehrendoktorwürde.
Ein Jahr später erlag er einem „Sekundenherztod“.
Otto Hübner war akademischer Lehrer der späteren zahnmedizinischen Hochschullehrer Herbert Greth (1898–1943), Carl-Heinz Fischer (1909–1997), Reinhold Ritter (1903–1987), Karl Jarmer (1898–1983) und Gerd Staegemann (1927–1995).

## Wissenschaftliche Schwerpunkte
Hübner propagierte schon in den 1920er Jahren das Anlegen des Kofferdams, „auch an den unmöglichsten Stellen der Mündhöhle“. Sein Ziel war die Erfüllung von Forderungen für eine exakte Behandlung. Er befasste sich mit der Herdlehre und widmete sich der Wurzelkanalbehandlung, der Zahn-, Mund- und Kieferchirurgie, dort speziell mit Frakturheilungsstörungen und mit den regenerativen Prozessen. Weitere Schwerpunkte waren die Embryologie, die Milchzahntherapie, die zahnärztlichen Antibiotika und die Kariologie. Im Zusammenhang mit Kronen- und Brückenversorgungen beschäftigte er sich mit den Parafunktionen.

## Ämter und Auszeichnungen
- 1909 Silberne Medaille der wissenschaftlichen Ausstellung des Internationalen Zahnärztlichen Kongresses in Berlin
- 1937 Große Medaille der DGZMK
- 1938 korrespondierendes Mitglied des Vereins Österreichischer Zahnärzte
- 1950 Gründungspräsident der Medizinisch-Wissenschaftlichen Gesellschaft für Zahn-, Mund- und Kieferheilkunde in Mecklenburg/Vorpommern;
- 1951 Verleihung des Dr. med. h. c. durch die Universität Greifswald anlässlich seines 75. Geburtstags.[7]
- 1951 Ehrenmitgliedschaft der DGZMK
- 1951 Vorsitzender der Vereinigung zahnärztlicher Dozenten an den deutschen Universitäten
- 1952 Goldenes Doktordiplom der Universität Freiburg

## Veröffentlichungen (Auswahl)
- 1897 Über Behandlung von deform geheilten Frakturen
- 1902 Neue Versuche aus dem Gebiete der Regeneration und ihre Beziehungen zu Anpassungserscheinungen (Dissertation), Zoologische Jahrbücher. Abteilung für Anatomie und Ontogenie der Tiere 15 [1902], 461–498
- 1904 Über Leitungsanästhesie mittels Adrenalin-(Suprarenin)-Kokain im Ober- und Unterkiefer mit besonderer Berücksichtigung der Dentinanästhesie, Oesterr. Z. Stomatol. 2 (1904), 367–382
- Fehlgriffe in der Zahnerhaltungskunde, Fortschr. Zahnheilk. 3 (1927), 477–491, sowie 4 (1928), 501–517, sowie 5 (1929), 476–491, sowie 6 (1930), 476–491, sowie 7 (1931), 492–508, sowie 8 (1932), 478–493, sowie 9 (1933), 463–473
- 1930 Überzählige Zähne bei Anthropomorphen, Z. Stomatol. 28 (1930), 397–408
- 1926 Über prälaktale Anlagen im Cervidengebiß (Habil.schr.) (1926)
- 1934 Die Wurzelbehandlung in der Sozialversicherung vom Standpunkte der wissenschaftlichen Zahnheilkunde, Dt. Zahnärztl. Wschr. 37/5 (1934), 104–107
- 1934 Moderne Gangränbehandlung, Dt. Zahnärztl. Wschr. 37/35 (1934), 813–818
- 1935 Die Behandlung der Milchzahngangrän
- 1947 Penicillin in der Zahnheilkunde, DZZ 2 (1947), 740–744
- 1948 Beitrag zur Kariesforschung, DZZ 3 (1948), 370–373
- 1948 Zwei ungewöhnliche Fälle aus der Praxis, Zahnärztl. Rdsch. 4 (1948), 277–280
- 1948 Tätigkeit und Aufgaben einer stomatologischen Station an größeren Tuberkulose-Heilstätten, Zahnärztl. Welt 3 (1948), 132–136
- 1949 Kauwirkungsschäden des menschlichen Gebisses, DZZ 4 (1949), 438–446
- 1951 Zu den Drumschen Parafunktionen, insbesondere über die unbewußte Parafunktion des Gebisses, DZZ 6 (1951), 90f.
- 1951 Indikation zur Verwendung körpereigener Zähne, Zahnärztl. Rdsch. 60 (1951), 6–8
- 1951 Historisches zur Fluorfrage, Zahnärztl. Rdsch. 60 (1951), 51
- 1952 Differenziertes Odontom mit Follicularcyste, Zahnärztl. Rdsch. 61 (1952), 90–94